# 10 карбованців
10 українських карбованців (купонів, купонокарбованців) — номінал грошових купюр України, що ходив на території країни в 1992–1994 роках.

## Опис
Банкноти номіналом 10 карбованців були виготовлені на Спеціальній банківській друкарні у Франції в 1991 році.
Банкноти друкувалися на білому папері. Розмір банкнот становить: довжина 105 мм, ширина — 53 мм. Водяний знак — «паркет».
На аверсному боці банкноти в центральній частині з лівого краю розміщено скульптурне зображення Либеді з Пам'ятного знаку на честь заснування Києва. З правого боку на банкноті містяться написи Україна, Купон, 10 карбованців, Національний банк України та рік випуску — 1991.
На реверсному боці банкноти розміщено гравюрне зображення Софійського собору у Києві та в кожному з кутів позначено номінал купюри. Переважаючий колір обох сторони — рожевий.
Банкноти введено в обіг 10 січня 1992, вилучено — 1 жовтня 1994 року.